# Hansol Korea Open 2004
L'Hansol Korea Open 2004 è stato un torneo di tennis giocato sul cemento. È stata la 1ª edizione del Hansol Korea Open, che fa parte della categoria Tier IV nell'ambito del WTA Tour 2004. Si è giocato al Seoul Olympic Park Tennis Center di Seul in Corea del Sud, dal 27 settembre al 3 ottobre 2004.

## Campionesse

### Singolare
Marija Šarapova ha battuto in finale  Marta Domachowska con il punteggio di 6–1, 6–1

### Doppio
Jeon Mi-ra /  Cho Yoon-jeong hanno battuto in finale  Chuang Chia-jung /  Hsieh Su-wei con il punteggio di 6–3, 1–6, 7–5